# Гурвич, Элиас
Элиас Гурвич (нем. Elias Hurwicz; 1 мая 1884, Рогачёв, Российская империя, — 30 сентября 1973, Западный Берлин) — еврейско-русско-немецкий социолог, переводчик и публицист.

## Биография
Отцом Элиаса был торговец лесом, публицист и учёный Саул-Израиль Гурвич (Шай Иш-Гурвич; 1861—1922), родом из Уваровичей, автор серии работ на иврите о юридическом и социальном положении еврейского народа, а также биографии Иехуды Галеви, имевший ещё двоих детей — Исера (Иссар Гурвич) и Басю (Бетти). Мать, Сара Тумаркин, происходила из Рогачёва. Через некоторое время после рождения Элиаса семья переехала в город Глухов. В 1902 году Гурвич поступил в Киевский университет, также занявшись совершенствованием своего немецкого языка (который являлся домашним для многих образованных российских евреев). В 1905 году семья Гурвичей, опасаясь возможных погромов, переехала в Берлин. Элиас поступил в Берлинский университет, где в итоге получил степень доктора права. После начала Первой мировой войны Гурвич-старший был выслан в Россию; Элиас же смог остаться в Германии.
После войны Гурвич стал известен в кругах немецкой политической общественности как автор множества публикаций, главными темами которых были российское революционное движение и изменения на политической карте Восточной Европы. В 1922 году в Берлин переехал дальний родственник Гурвича историк Семён Дубнов, и Гурвич перевел на немецкий язык последний том его «Всемирной истории еврейского народа», впервые вышедшей в издательстве Jüdische Verlag. В 1926 году он перевел дубновские «Письма о старом и новом еврействе», а в 1937 году совместно с Бернгардом Хиршбергом-Шрадером перевел сокращенный вариант автобиографии Дубнова, вышедший в берлинском издательстве Jüdischen Buchvereinigung (Гурвич также стал редактором данного издания). Помимо политических и социологических работ Гурвич также переводил произведения Льва Толстого и Шолома Аша. Публиковался также в прессе на иврите.
После прихода нацистов к власти книга Гурвича Geschichte der jüngsten russischen Revolution была включена в список книг, подлежащих уничтожению, а в 1938 году попала в список вредной и нежелательной литературы (помимо неё, в этом списке оказались ещё две книги Гурвича: Geschichte des russischen Bürgerkrieges и Zur Reform des politischen Denkens). Тем не менее благодаря своему браку с немкой Гурвич пережил Холокост, как и его дочь Ангелика, также бывшая замужем за немцем. Гурвич состоял в «Имперском объединении евреев в Германии» и работал в еврейской школе.
После войны Гурвич активно печатался в изданиях еврейской общины Берлина.
Дочь Гурвича Ангелика Гурвич стала актрисой и режиссёром и работала в Берлине, в том числе в «Берлинер ансамбле». По материнской линии Гурвич состоял в родстве с русско-швейцарским философом Анной Тумаркин.

## Сочинения
- Rudolf von Ihering und die deutsche Rechtswissenschaft: mit besonderer Berücksichtigung des Strafrechts. — Berlin: J. Guttentag, GmbH, 1911.
- Russlands politische Seele. Russische Bekenntnisse. — Berlin: S. Fischer, 1918.
- Die Seelen der Völker: ihre Eigenarten und Bedeutung im Völkerleben: Ideen zu einer Völkerpsychologie. — Gotha: F. A. Perthes, 1920.
- Zur Reform des politischen Denkens. — München: Drei Masken Verlag, 1921.
- Geschichte der jüngsten russischen Revolution. — Berlin: «Der Firn». Verlag für praktische Politik und geistige Erneuerung, 1922.
- Die Orientpolitik der III. Internationale. — Berlin: Deutsche Verlagsanstalt für Politik und Geschichte, 1922.
- Staatsmänner und Abenteurer. Russische Porträts von Witte bis Trotzki, 1891—1925. — Leipzig: C. L. Hirschfeld, 1925.
- Der neue Osten. Wandlungen und Aussichten (нем.). — Berlin: E.S. Mittler & Sohn, 1926.
- Geschichte des russischen Bürgerkriegs. — Berlin: E. Laub’sche Verlh., 1927.
- (mit Friedrich Steinmann) Konstantin Petrowitsch Pobjedonoszew, der Staatsmann der Reaktion unter Alexander III. — Königsberg, Berlin: Ost-Europa-Verl. 1933.
- Aus Kindheits- und Jugenderinnerungen // Der Weg. — 1946. — № 18-32.